# Virginiauv
Virginiauv (Bubo virginianus) är en amerikansk uggla som tillhör släktet Bubo. Den är nästan lika stor som berguven. Arten är aldrig sedd i västra palearktis. Möjligen kan parkrymlingar förekomma.

## Utseende
Virginiauven är en stor fågel, med en längd på mellan 46 och 63 centimeter (honan är störst) och en vingspann mellan 101 och 145 centimeter. Vikten ligger mellan 0,9 och 2,5 kilogram. Den har stora örontofsar, gula ögon och en fjäderdräkt som är spräcklig i brunt, grått och svart upptill med vit strupfläck; buken är ljusare med bruna tvärstreck.

## Ekologi

### Biotop
Den finns i många miljöer, från skogar, öknar och även bebodda områden. Den tenderar dock att föredra öppen terräng som ängar och odlade fält.

### Föda
Virginiauven, som jagar på natten, tar ett flertal byten, framför allt mindre däggdjur (det är en av de få djur som tar skunkar) och fåglar (även rovlevande fåglar som andra ugglor, pilgrimsfalk och fiskgjusar), men även reptiler, groddjur och ryggradslösa djur.

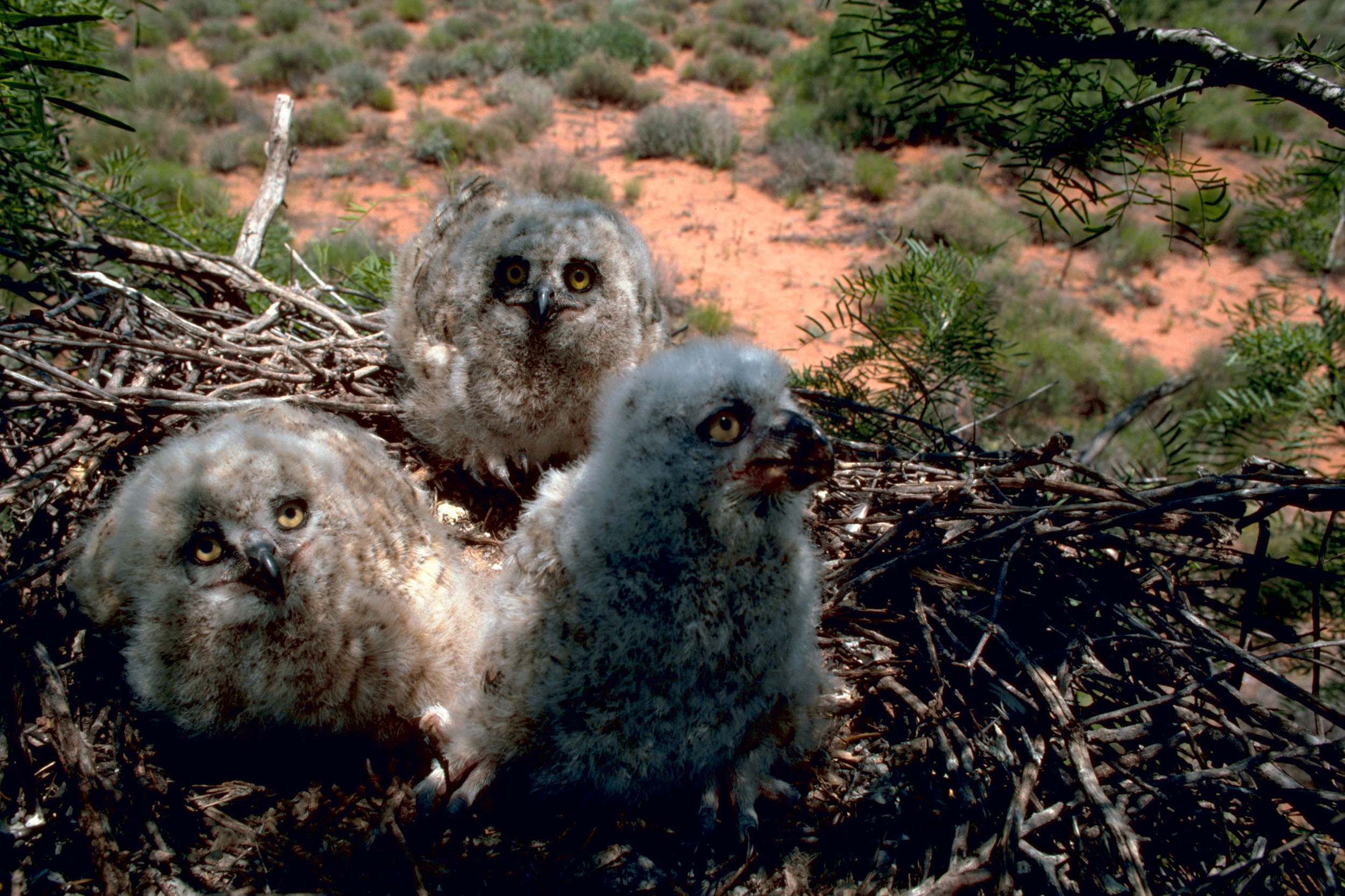
Boungar (Klippiga bergen, New Mexico)

### Häckning
Den bygger inget eget bo, utan föredrar att ta över andra fåglars reden. Den är inte särskilt noga med placeringen; boet kan finnas i träd, klippskrevor, ihåliga träd, byggnader eller på marken. Honan lägger en till fem vita, nästan klotrunda ägg, som ruvas i mellan 4 och 5 veckor. Ungarna blir flygga efter fem veckor.

## Utbredning och systematik
Virginiauven förekommer i Nordamerika, Centralamerika och norra Sydamerika. Den delas in i hela 14 underarter med följande utbredning.
- B. v. algistus – västra Alaska
- B. v. lagophonus – centrala Alaska till nordöstra Oregon, Idaho och nordvästra Montana
- B. v. saturatus – kustnära sydöstra Alaska till kustnära norra Kalifornien
- B. v. pacificus – kustnära centrala Kalifornien till nordvästra Baja California
- B. v. subarcticus – västcentrala Kanada till norra Idaho
- B. v. pallescens – sydvästra USA till södra Mexiko
- B. v. pinorum – södra Idaho till norra Arizona och norra New Mexico
- B. v. heterocnemis – nordöstra Kanada till området kring Stora Sjöarna
- B. v. virginianus – sydöstra Kanada till centrala och östra USA
- B. v. elachistus – södra Baja California
- B. v. mayensis – Yucatánhalvön
- B. v. mesembrinus – södra Mexiko till västra Panama
- B. v. nigrescens – Colombia till nordvästra Peru
- B. v. nacurutu – östra Colombia genom Guyanaregionen till nordöstra Brasilien, Argentina, Bolivia och centrala Peru

Magellanuven (B. magellanicus) behandlades tidigare ofta som underart till virginiauven, men urskiljs allt oftare som egen art.

## Status
Enligt IUCN är den inte hotad (livskraftig, LC). Den är emellertid själv en fara för hotade arter som pilgrimsfalk.